# Chytonix clethria
Chytonix clethria là một loài bướm đêm trong họ Noctuidae.